# 石井孝郎
石井 孝郎（いしい たかお、1941年2月1日 -2015年8月4日 74歳没 ）は、日本の射撃競技（ライフル射撃）選手。1960年ローマオリンピック・1964年東京オリンピックに出場。このほか、アジア競技大会でメダル2、アジア射撃選手権大会でメダル1を獲得した。

## 経歴
茨城県出身。明治大学卒業。
明治大学2年生であった1960年、ローマオリンピックに男子スモール・ボア・ライフル伏射および男子スモール・ボア・ライフル3姿勢の2種目で参加。
1962年アジア競技大会（ジャカルタ）では、50mライフル3姿勢で金メダルを獲得。
1964年東京オリンピックには、男子スモール・ボア・ライフル伏射および男子スモール・ボア・ライフル3姿勢の2種目で参加（当時は会社員）。
1966年アジア競技大会（バンコク）では、50mライフル3姿勢で銀メダルを獲得し、2大会連続のメダリストとなった。
1967年のアジア射撃選手権大会 (Asian Shooting Championships) （東京）では50mライフル3姿勢で銅メダル